# Daraza
Daraza är ett vattendrag i Burundi. Det ligger i den norra delen av landet, 110 kilometer öster om huvudstaden Bujumbura.
Omgivningarna runt Daraza är en mosaik av jordbruksmark och naturlig växtlighet. Runt Daraza är det ganska tätbefolkat, med 230 invånare per kvadratkilometer.